# Flora M'mbugu-Schelling
Flora M'mbugu-Schelling és una directora de documentals tanzana, més coneguda per la seva pel·lícula These Hands.

## Biografia
Nascuda a Tanzània, M'mbugu-Schelling va estudiar a l'Escola de Periodisme de Tanzània abans de continuar els seus estudis a Alemanya i França. La seva primera pel·lícula, Kumekucha (1987), va guanyar una medalla d'or en el Festival Internacional de Cinema de Nova York. These hands documenta el treball de les dones mozambiqueñas refugiades que treballen en una pedrera a Tanzània.

## Filmografia
- Kumekucha [ De Sun Up ], 1987
- Aquestes mans, 1992
- Shida i Matatizo, 1993